# 佐々木隆 (歴史学者)
佐々木 隆（ささき たかし、1951年2月20日 - ）は、日本の歴史学者。聖心女子大学文学部史学科教授。専門は日本近代史。

## 概要
神奈川県生まれ。1974年、東京大学文学部国史学科卒業後、同大学院人文科学研究科国史学専攻修士課程進学。1981年、博士課程単位取得退学。
東京大学新聞研究所助手、聖心女子大学文学部助教授を経て、教授。
大学・大学院を通じて伊藤隆に師事し、歴史学者の劉傑や長井純市などとの親交も深い。

## 著書

### 単著
- 『藩閥政府と立憲政治』（吉川弘文館、1992年）
- 『日本の近代（14）メディアと権力』（中央公論新社、1999年／中公文庫「シリーズ日本の近代」、2013年）
- 『伊藤博文の情報戦略 藩閥政治家たちの攻防』（中公新書、1999年）
- 『日本の歴史（21）明治人の力量』（講談社、2002年／講談社学術文庫、2010年）

### 編著
- 『明治日本の政治家群像』（福地惇共編、吉川弘文館、1993年）
- 『ビジュアル・ワイド明治時代館』（宮地正人・木下直之・鈴木淳共同監修、小学館、2005年）

### 論文
- 「初期「統制派」の形成－林陸相の進退をめぐって」（『軍事史学』13巻3号、1977年）
- 「挙国一致内閣期の枢密院－平沼騏一郎と斎藤内閣」（『日本歴史』352号、1977年）
- 「挙国一致内閣期の政党 立憲政友会と斎藤内閣」（『史学雑誌』86編9号、1977年）
- 「第三回総選挙と国民協会」（『日本歴史』371号、1979年）
- 「荒木陸相と五相会議」（『史学雑誌』88編3号、1979年）
- 「干渉選挙再考－第二回総選挙と九鬼隆一」（『日本歴史』395号、1981年）
- 「第一次松方内閣期の新聞操縦問題」（『東京大学新聞研究所紀要』31号、1983年）
- 「明治時代の政治的コミュニケーション（その1）」（『東京大学新聞研究所紀要』32号、1984年）
- 「『官報』創刊と政府系新聞強化問題」（『新聞学評論』33号、1984年）
- 「明治時代の政治的コミュニケーション（その2）」（『東京大学新聞研究所紀要』33号、1985年）
- 「自由党『党報』告発問題をめぐって」（『新聞学評論』34号、1985年）
- 「明治時代の政治的コミュニケーション（その3）」（『東京大学新聞研究所紀要』35号、1986年）
- 「明治25年の伊藤新党問題」（『日本歴史』468号、1987年）
- 「『二十六世紀』事件と藩閥」（『新聞学評論』36号、1987年）
- 「第一次松方内閣の崩壊（その1）」（『聖心女子大学論叢』71号、1988年）
- 「第一次松方内閣の崩壊（その2）」（『聖心女子大学論叢』72号、1988年）
- 「第一次松方内閣の崩壊（その3）」（『聖心女子大学論叢』73号、1989年）
- 「第一次松方内閣の崩壊（その4）」（『聖心女子大学論叢』74号、1989年）
- 「第一次松方内閣の崩壊（その5・完）」（『聖心女子大学論叢』75号、1990年）
- 「議会開設期の憲法第六十七条問題（上）」（『聖心女子大学論叢』77号、1991年）
- 「議会開設期の憲法第六十七条問題（下）」（『聖心女子大学論叢』78号、1991年）
- 「明治時代の内閣顧問と班列（特集 官職と位階）」（『日本歴史』577号、1996年）
- 「明治期における政治家の電話利用（特集 政治のなかのコミュニケーション）」（『メディア史研究』5号、1996年）
- 「第二次松方内閣の瓦解（上）」（『聖心女子大学論叢』87号、1996年）
- 「第二次松方内閣の瓦解（下）」（『聖心女子大学論叢』88号、1997年）
- 「明治三十一年の伊藤新党問題（上）」（『聖心女子大学論叢』91号、1998年）
- 「黒田内閣の条約廃棄論（特集 歴史の虚像と実像）」（『日本歴史』600号、1998年）
- 「陸奥宗光と『世界之日本』（特集 国際社会とメディア）」（『メディア史研究』7号、1998年）
- 「明治三十一年の伊藤新党問題（中）」（『聖心女子大学論叢』92号、1999年）
- 「黒田清隆の板垣復権工作」（『日本歴史』612号、1999年）
- 「川路利良と秘密情報」（『メディア史研究』8号、1999年）
- 「近代私文書論序説－署名表現にみる政治的関係（小特集 近代文書論）」（『日本歴史』628号、2000年）
- 「明治後期における桂太郎の電話利用（特集 通信と暗号の情報戦）」（『インテリジェンス』2号、2003年）
- 「桂太郎・山県有朋間の政治的コミュニケーション（特集 人と人をつなぐメディア 面談・書簡・電信・電話）」（『メディア史研究』17号、2004年）
- 「近代文書と政治史研究」（石上英一編『日本の時代史』30巻（歴史と素材）吉川弘文館、2004年）

### 寄稿
- 「壮士次官・白根専一 （日本史上の人物と史料〈特集〉）－（人物を追跡する）」（『日本歴史』500号、1990年）
- 「黒田・井上和解会談（歴史手帖）」（『日本歴史』561号、1995年）
- 「明治酔虎伝」（『日本歴史』580号、1996年）
- 「築地大椿楼の椿事－明治酔虎伝拾遺」（『日本歴史』587号、1997年）
- 「あぶない贈り物」（『日本歴史』603号、1998年）
- 「有事のリーダーシップ 評価が低い戦争のプロデューサー 戦争遂行した辛口政治家・桂太郎（特集 武士道と日露戦争－日本人はどう戦ったか）」（『中央公論』119巻6号、2004年）
- 「「幻の日露協商」伊藤博文独走す（開戦百周年企画 父が子に教える「日露戦争」－「強敵ロシアになぜ勝てたの?」と子供に聞かれたら）」（『文芸春秋』82巻8号、2004年）

### 講演録
- 「ワークショップ・8 「此国」から「我国」へ : 明治期における「国」と民衆の国家観（2006年度秋期研究発表会ワークショップ報告）」（鈴木健二・石堂彰彦共同講演、『マス・コミュニケーション研究』71号、2007年）

### 書評
- 額田坦著『陸軍省人事局長の回想』,芙蓉書房,一九七七・五刊,四六判,五二六頁（『史学雑誌』87編2号、1978年）
- 読売新聞百年史編集委員会編『読売新聞百年史』,読売新聞社,一九七六・一一刊,A4,本編九五一頁 資料・年表編 三五〇頁（『史学雑誌』87編4号、1978年）
- 東京大学法学部明治新聞雑誌文庫編『明治新聞雑誌文庫所蔵新聞目録』,東京大学出版会,一九七七・一〇刊,B5,一八二頁（『史学雑誌』87編6号、1978年）
- 宮内省 臨時帝室編修局編修『明治天皇紀 索引』,吉川弘文館,一九七七・三刊,菊判,五八〇頁（『史学雑誌』87編10号、1978年）
- 井黒弥太郎著『黒田清隆』（人物叢書）,吉川弘文館,一九七七・一〇刊,小B6,三〇四頁・折込図一葉（『史学雑誌』87編11号、1978年）
- 土井章監修『昭和社会経済史料集成 第一巻 海軍省資料(1)』,大東文化大学東洋研究所,一九七八・一一刊,A5,五二六頁（『史学雑誌』88編11号、1979年）
- 上法快男著『陸軍省軍務局』,芙蓉書房,一九七九・二刊,四六,六三二頁（『史学雑誌』89編6号、1980年）
- 近代人物研究会編『近代人物号筆名辞典』,柏書房,一九七九・一〇刊,四六判,三三一頁（『史学雑誌』89編7号、1980年）
- 内務省警保局編『新聞雑誌社特秘調査 昭和二年・警保局』,大正出版,一九七九・一〇刊,B5,七四九頁（『史学雑誌』90編4号、1981年）
- 四竃孝輔著『侍従武官日記』,芙蓉書房,一九八〇・一二刊,B6,四六三頁（『史学雑誌』91編3号、1982年）
- 戦前期官僚制研究会編/秦郁彦著『戦前期日本官僚制の制度・組織・人事』,東京大学出版会,一九八一・一一刊,B5,七八六頁（『史学雑誌』91編9号、1982年）
- 秦郁彦編『世界諸国の制度・組織・人事 一八四〇-一九四七』,東京大学出版会,一九八八・一二刊,B5,七四六頁（『史学雑誌』98編9号、1989年）
- 講談社編『廃墟からの出発 昭和二十年→二十一年』(「昭和二万日の全記録」第七巻),講談社,一九八九・二刊,B5,三四六頁（『史学雑誌』98編9号、1989年）
- 穂積重行編『穂積歌子日記 明治23-39年:明治一法学者の周辺』,みすず書房,一九八九・一二刊,菊判,一〇三二頁,一七五一〇円（『史学雑誌』101編4号、1992年）
- 家庭総合研究会編『昭和家庭史年表:一九二六～一九八九』,河出書房新社,一九九〇・七刊,A5,五九四頁,四九〇〇円（『史学雑誌』101編6号、1992年）
- 日本大学大学史編纂室編『宮内庁書陵部蔵筆写本 山田伯爵家文書』(全七冊・別冊総目録),日本大学,(新人物往来社扱),一九九二・一〇刊,A5,平均三四七頁,別冊一七七頁,セット価格四八〇〇〇円（『史学雑誌』101編12号、1992年）
- 秦郁彦編『日本陸海軍総合事典』,東京大学出版会,一九九一・一〇刊,B5,七五七頁（『史学雑誌』102編3号、1993年）

### 『史学雑誌』5月号「回顧と展望」
- 「日本:近代 八(一九八〇年の歴史学界:回顧と展望)」（『史学雑誌』90編5号、1981年）
- 「日本:近現代 一(一九八八年の歴史学界:回顧と展望)」（『史学雑誌』98編5号、1989年）

### 史料紹介
- 「昭和八～九年の軍部と「鈴木貞一日記」」（伊藤隆共著、『史学雑誌』86編10号、1977年）
- 「鈴木貞一日記 昭和八年」（伊藤隆共著、『史学雑誌』87編1号、1978年）
- 「鈴木貞一日記 昭和九年」（伊藤隆共著、『史学雑誌』87編4号、1978年）
- 「岩下方平随想録」（『日本歴史』433号、1984年）
- 「長崎省吾関係文書（その1）－「省吾雑記」上－」（『聖心女子大学論叢』66号、1985年）
- 「長崎省吾関係文書（その2）－「省吾雑記」下－」（『聖心女子大学論叢』68号、1986年）
- 「「大木喬任関係文書」所収司法・検察関係者書翰翻刻」（『参考書誌研究』66号、2007年）